# Dioctria claripennis
Dioctria claripennis är en tvåvingeart som beskrevs av Villeneuve 1908. Dioctria claripennis ingår i släktet Dioctria och familjen rovflugor. Inga underarter finns listade i Catalogue of Life.